# On Thorns I Lay
On Thorns I Lay es una banda griega de metal death/doom y gothic metal fundada en Atenas en 1992. El grupo tuvo cierto éxito a finales de la década de 1990 con sus álbumes "Orama" y "Crystal Tears". Una característica notable del grupo es que sus líderes llevan adelante su carrera musical en paralelo a sus profesiones como médicos especialistas. En cuanto a estilo, el grupo, que es muy ecléctico en términos de inspiraciones, ha pasado por diferentes facetas estilísticas a lo largo de su carrera, comenzando con el brutal death metal en sus primeros días, luego haciendo la transición a un estilo sinfónico de death doom blackened con su primer EP bajo el nombre de Phlebotomy, y más tarde adoptando el doom-death atmosférico en sus primeros álbumes y el gothic metal en sus álbumes posteriores. On Thorns I Lay es parte de la primera gran ola de doom gótico (junto con Theatre of Tragedy, Tristania y The Sins of Thy Beloved) que sistematizó el principio de voces contrastantes conocido como el estilo "belleza y bestia" (Beauty and the beast), que se hizo popular a finales de la década de 1990. Posteriormente, en los primeros años de la década de 2000, se inclinaron hacia un estilo más depurado, melancólico e introspectivo de rock-metal.
La banda entró en un hiato en 2006, durante casi diez años. Se reunieron en 2015 y gradualmente volvieron al estilo doom-death de sus comienzos. Han lanzado tres álbumes desde su reunión y un nuevo álbum está programado para ser lanzado en noviembre de 2023. Es importante destacar que el grupo experimentó una separación en 2021-2022. Varios de sus miembros, incluido el cantante, el guitarrista y el antiguo baterista, abandonaron la banda para reformar su formación original, Phlebotomy, reactivando así una encarnación anterior del grupo bajo la cual también lanzaron un disco en 2023.
A lo largo de los años, la banda ha tocado en Grecia y Europa junto a Dream Theater, In Flames, Anathema, Amorphis, Katatonia, Tiamat, The Gathering, Satyricon, Septic Flesh y muchos otros.

## Historia

### Primeros años (1992-1997)
La banda se formó en 1992 bajo el nombre de Paralysis, en la misma época que sus compañeros Rotting Christ, Septic Flesh, Necromantia y Nightfall. Comenzaron a ganar reconocimiento dentro de la escena local y underground de aquel tiempo. En ese momento, la banda, compuesta por tres miembros, tocaba en el estilo del brutal death metal. Grabaron una demoo, bajo ese nombre, titulada Beyond Chaos. Al notar que había otra banda holandesa con el mismo nombre, decidieron cambiarlo a Phlebotomy en 1993, en referencia a la práctica médica que consideraron adecuada para la música death que tocaban en ese momento. En ese momento, la banda amplió sus filas y se convirtió en un quinteto, incorporando a dos nuevos miembros, Andreas Bereris y Tolis. Bajo este nombre, grabaron dos promos y un EP, titulado Dawn of Grief, que tuvo cierto éxito como demo, vendiendo cerca de 2000 copias. Su disco exploraba una forma de doom-death atmosférico con toques sinfónicos y ambientes ocultos, acentuados por voces femeninas etéreas y voces cavernosas brutales, inspiradas en el sonido de los primeros álbumes de bandas como Celestial Season, The Gathering, entre otros.
Con el paso del tiempo, su estilo evolucionó y sintieron la necesidad de cambiar el nombre nuevamente a On Thorns I Lay (en 1995). El término provino de un pasaje de Shakespeare y la idea les fue sugerida por Efthimis Karadimas, el cantante de la banda griega Nightfall
. Su primer álbum de estudio, Sounds of Beautiful Experience, mostraba a una banda que aún parecía buscar su identidad. El álbum incluía algunas de sus canciones anteriores realizadas para su demo, con un nuevo arreglo que se adaptaba a su estilo de aquel momento. Se caracterizaba por un estilo atmosférico y experimental de death doom, con influencias del black metal y de la cold wave, y un toque sinfónico. Con este álbum, la banda se unió a la escena de avant-garde metal de los años 1990, debido a su naturaleza experimental y poliestilística. El guitarrista y principal compositor, por su parte, prefirió simplemente describirlo como un álbum de death metal con muchas partes atmosféricas y un toque experimental.
Su siguiente álbum, Orama, se lanzó en 1997. Estuvo marcado por la creciente influencia de bandas doom death como My Dying Bride, Anathema y Paradise Lost, y marcó una clara evolución que se reflejó especialmente en la adopción del estilo vocal contrastado conocido como "la bella y la bestia". La banda introdujo un grunt muy profundo en contraste con las voces melódicas y orientales de la cantante Georgia Grammaticos. Su estilo musical resultó de la fusión de influencias del death/doom, el metal gótico y lo atmosférico. Como señalan las críticas, el álbum desarrolla una atmósfera acuática y nostálgica que se adapta a la temática de la Atlántida. En ese momento, la banda también realizó una versión de True Belief de Paradise Lost para el álbum tributo As We Die for Paradise Lost.

### Segundo Período: Período Rumano de la Banda (1998-2002)
A finales de la década de 1990, los miembros fundadores de la banda dejaron su país natal para cursar sus estudios de medicina en Rumania. El bajista explica que tomaron esta decisión porque el sistema universitario en Grecia es muy complicado para inscribirse. Esto explica, según él, por qué muchos jóvenes griegos van a Bucarest a estudiar. Como resultado, se vieron obligados a separarse de su baterista Fotis y la cantante Georgia Grammaticos. La tecladista Roula Mammalis, quien era novia de Chris, dejó la banda después de su ruptura. Mientras estaban en Rumania, se conectaron con bandas locales, especialmente con la banda de doom-death rumana GOD -the Barbarian Horde. Reclutaron a varios de sus miembros para la grabación de su nuevo álbum: Andrei (Andrew) Olaru (batería), Elena Doroftei (viola) y su hermana Ionna Doroftei (teclados), todos provenientes de una ciudad de Moldavia, Iasi, y todos estudiando en la Facultad de Música de Rumania con formación clásica. La banda considera que estos tres músicos les aportaron un soplo de aire fresco, una especie de renacimiento ya que esta combinación les permite fusionar influencias griegas orientales con elementos melancólicos traídos por el piano y la viola rumanos. Además de las interpretaciones de las hermanas Doroftei y el baterista Andrew Olaru, también cuentan con los servicios de la cantante de jazz Marcela Buruiana, cuya voz suave, angelical y melancólica deja su huella en los discos. El año 1999 marca un nuevo punto de inflexión estilístico, ya que la banda lanza su nuevo álbum titulado Crystal Tears. El grupo se aleja de las influencias doom-death para abrazar una forma más atmosférica, introspectiva y melancólica del metal gótico. La banda afirma estar influenciada por el sonido de Lacuna Coil y Celestial Season. El objetivo es crear música más simple pero más triste que nunca. Las partes de viola y las voces femeninas te sumergen en la desesperación. Para este álbum, aprovechan la oportunidad para volver a grabar una de las canciones de su álbum debut (1995), que era una favorita de los fanáticos, "All is Silent", como afirmó el cantante y bajista. Como explica, la banda estaba algo frustrada con la producción mal recibida de Sounds of Beautiful Experience, así que querían crear una nueva versión incorporando partes de viola y voces femeninas.
Con su próximo álbum, On Thorns I Lay continúa explorando una melancolía oscura, un tema previamente descrito por Tati Seiber como el "silencio mortal de Rumania." La música en este álbum está estilísticamente situada dentro del género del metal gótico. Sin embargo, la banda se esfuerza por cultivar su propia singularidad, creando un sonido distintivo a través de la interacción de polifonías de guitarras líderes, combinadas con partes de teclado y viola, similar a las secciones de violín características del estilo de Celestial Season en el pasado. En este álbum, la banda contó con los servicios de una segunda vocalista, Claudia J., junto a Marcela Buruiana y Stefanos Kintzoglou. Esto les brindó la oportunidad de trabajar en arreglos con tres voces. La banda también contó con los servicios de los músicos rumanos Evans M (batería) y Mihai Coran (teclado). "Future Narcotic" fue grabado en el estudio profesional Magic Sound en Bucarest. El álbum Future Narcotic continúa en la línea de Crystal Tears, pero introduce ciertas influencias experimentales y ambientales. Stefan Glas resume Future Narcotic como "un álbum de alta calidad constante de ON THORNS I LAY que revela tanto viejas fortalezas como un nuevo rostro." Poco después del lanzamiento del álbum, la banda poseía siete pistas que habían grabado para Future Narcotic, pero que finalmente decidieron no incluir en el álbum. Consideraron lanzarlas en forma de mini-CD. A pesar de las reservas de la banda, el sello Holy Records prefirió incorporar estas pistas en una nueva edición extendida de Future Narcotic. Esta decisión generó inquietud, ya que la banda estaba preocupada por hacer que los fanáticos pagaran nuevamente por canciones que ya tenían Tras su decisión anunciada de regresar a Grecia después de completar sus estudios, los miembros rumanos de la banda, Claudia J. y su baterista Evan, optaron por dejar el grupo. No compartían la intención de la banda de regresar a Grecia..
En el año 2002, la banda grabó su quinto álbum, titulado Angel Dust, aún influenciados por la atmósfera oscura y melancólica que habían experimentado en Rumania. Adoptaron un enfoque más simplificado, donde el viola, los teclados y las voces femeninas desempeñaban un papel menor. Fuertemente influenciados por Katatonia, la banda buscaba reducir estos elementos, ya que estaban cansados de ellos, y preferían tocar un estilo puro y melancólico de metal. Sin embargo, su música conserva ciertos elementos de sus álbumes anteriores, con apariciones ocasionales de las voces femeninas de Buruiana y las líneas de viola de Elena Doroftei. Al concluir sus estudios, regresaron a Grecia después de completar el álbum.

### Tercer Período: Regreso a Grecia (2002-2006) y Hiato (2006-2014)
Tras completar sus estudios en Rumania, la banda regresó a Grecia, poco después de grabar Angel Dust. Aunque se grabó en Rumania, se lanzó después de su retorno a Grecia. De vuelta en Grecia, la banda formó una formación más estable al reincorporar a su baterista original, Fotis Hondroudakis, y formar un cuarteto con un segundo guitarrista, Minas Ganeau, quien también se convirtió en el vocalista. Durante este tiempo, Stefanos cedió el rol de vocalista al recién llegado. Comenzaron a ensayar, tocaron algunos conciertos en Grecia y comenzaron a escribir el siguiente álbum. La grabación del álbum comenzó en noviembre de 2002 y se completó en septiembre de 2003. La composición del álbum fue un esfuerzo colectivo en esta ocasión. Anteriormente, Dragmestianos había escrito la mayoría de las piezas y colaborado con los demás miembros en los arreglos, pero esta vez los cuatro miembros participaron en el proceso de composición, aportando sus propias ideas. La banda afirmó que durante esta fase, aún estaban inspirados por Katatonia, así como por The Gathering, Opeth, Porcupine Tree, y también por bandas de rock alternativo/grunge como Staind, Pearl Jam, y Alice In Chains. El nuevo álbum Egocentric, lanzado en 2003, ya se distingue por una producción completamente diferente en comparación con el anterior. Aunque la música sigue centrada en guitarras agresivas, la banda la describe como aún más melancólica y con más variaciones en melodías y riffs de guitarra. El álbum también presenta un concepto diferente a Angeldust.
El álbum fue mezclado y masterizado bajo la supervisión del productor Fredrik Nordström. Esta colaboración fue facilitada por su sello discográfico, Black Lotus Records. A pesar de desafíos como la apretada agenda de Nordström, complicaciones logísticas y el hecho de que la banda no podía estar físicamente presente durante la producción debido a sus obligaciones médicas diarias, la banda decidió confiar en la experiencia de Nordström. Transmitieron pistas de audio e instrucciones de mezcla por correo electrónico, ya que no era posible estar en el lugar, y finalmente recibieron el álbum terminado en una semana. Aunque el resultado final se apartó de sus expectativas originales, acordaron que es una creación notable y excepcionalmente profesional, comparable a otras obras famosas. Lanzaron su álbum, titulado Egocentric, nuevamente bajo el sello Black Lotus Records·. Este álbum confirma una nueva dirección estilística marcada por una influencia aún más pronunciada de Katatonia y el rock alternativo. Las voces femeninas estuvieron casi ausentes en este álbum. En Egocentric, el bajista Kintzoglou cedió las voces a Minas. Debido a sus profesiones médicas, no pudieron hacer una gira y solo realizaron algunos conciertos en festivales· Para transmitir las direcciones estéticas del álbum, los críticos a menudo describen el disco en términos de la distancia notable que guarda con el estilo desarrollado en su álbum Crystal Tears, como: "Desde el 'Crystal Tears' de 1999, que deleitó a los fanáticos del género con su hermosa melancolía de metal gótico, voces femeninas y partes de violín, On Thorns I Lay se ha enfocado más en las voces masculinas limpias y los riffs al estilo de Katatonia. Enriquecido con algunas influencias modernas, el oyente recibe una buena dosis de metal oscuro, que, aunque no es original, ciertamente tiene su encanto." Thom Jurek de la plataforma Allmusic describe el álbum de la siguiente manera:

otro gran salto para la banda tanto musical como estéticamente. Aunque la evolución parece ser la característica principal de esta buena banda, ni siquiera los fanáticos podrían haber anticipado el sorprendente crecimiento en esta ocasión. OTIL ya no puede ser confinado a los ghettos del doom y el metal gótico, a juzgar por este nuevo disco. Si algo, al igual que Katatonia y Opeth, OTIL han abierto completamente el género y simplemente hacen música de rock pesado profundamente conmovedora y dinámica. La producción vocal cristalina, los diferentes ritmos y una mezcla de habilidades instrumentales y compositivas de textura compleja distinguen a esta banda de muchos de sus antiguos colegas. Líricamente, OTIL se encuentra en el lado más sombrío de la división, pero esto se ve atenuado por su interpretación progresiva y artística de poder, rango dinámico e intensidad"

Sin embargo, esta transición a un sonido más orientado al rock alternativo ha generado reacciones variadas entre los críticos, algunos lo elogian, mientras que otros expresan sentimientos mixtos. Por un lado, revisores como Thom Jurek describen Egocentric como "una colección de canciones profundamente emotivas. Sin duda son oscuras, pero de manera peculiar, también redentoras. OTIL, junto con sus colegas mencionados anteriormente, son capaces de forjar un género completamente nuevo a partir de las ruinas del black y death metal." Por otro lado, críticas como la de la reseña de Metal.de consideran que Egocentric "no es un álbum para menospreciar. Esto debe quedar perfectamente claro. La banda puede impresionar con su metal melódico y emocional. Sin embargo, no alcanza el nivel de excelencia logrado por sus trabajos anteriores." Durante ese período, los miembros de On Thorns I Lay también estaban considerando, junto con su dirección musical en ese momento, reformar la banda Phlebotomy con el baterista de Septic Flesh, para tocar en un estilo de brutal death metal influenciado por Suffocation, Autopsy y Grave. Estaban considerando grabar un álbum. Finalmente, el proyecto no se materializó, pero la idea resurgiría en una forma diferente unos 20 años después, en 2022-23.

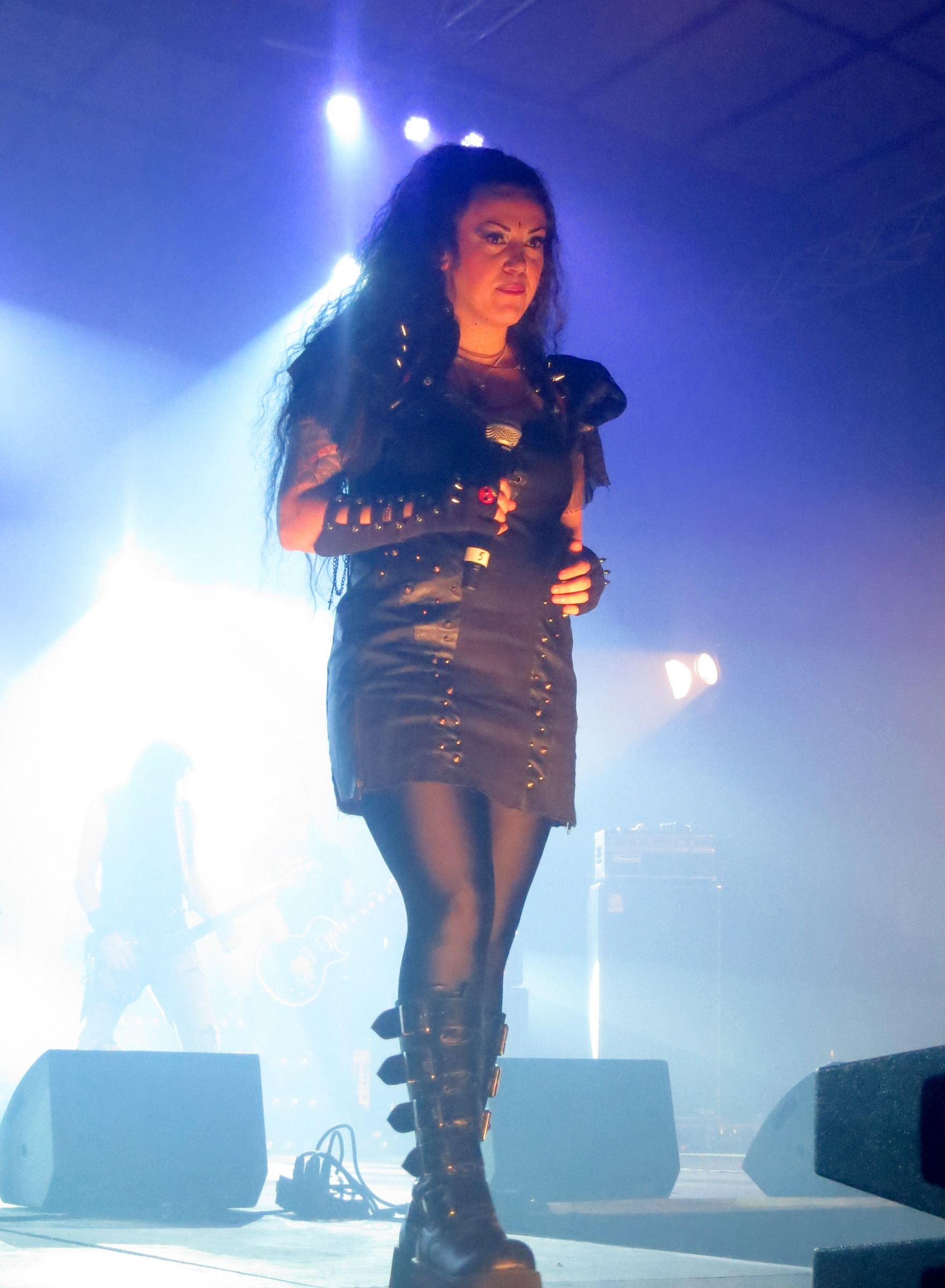
Maxi Nil (2013)

A lo largo del año 2003, la banda reclutó a la vocalista Maxi Nil (futura cantante de Visions of Atlantis) como vocalista en vivo para apoyar segmentos de su repertorio que requerían voces femeninas. A medida que seguían dando conciertos, pero debido a sus profesiones médicas que les impedían hacer giras extensas, limitaron sus actuaciones a algunos conciertos en festivales. En mayo de 2003, la banda anunció oficialmente en su sitio web la inclusión permanente de Maxi Nil como miembro de pleno derecho del grupo, en preparación para su próximo álbum. A lo largo de 2003, después de buscar a un nuevo tecladista, reclutaron a Antony Ventouris. La banda ahora consistía en seis miembros, con la formación de Egocentric ampliada por estos dos recién llegados. El nuevo álbum, Precious Silence, se grabó entre 2003 y 2004. Después de completar las grabaciones, se retiraron y el álbum no se publicó. La banda estaba en una fase de incertidumbre y duda. Sentían que habían perdido su identidad y no concluyeron la producción del álbum. Para 2005, la banda cesó toda actividad y su sitio web se desconectó. El guitarrista reveló más tarde que se habían separado en 2006 cuando se mudó a Suecia por razones profesionales. La banda permaneció inactiva durante varios años. Sin embargo, en septiembre de 2010, mientras la banda no había mostrado signos de vida durante varios años, publicaron una serie de fotos de la banda titulada "Promo 2010", que presentaba la formación de Precious Silence (Chris, Stefanos, Fotis, Antonis y Maxi), lo que parecía sugerir que la banda podría estar reanudando la actividad. Pero esto no tuvo un efecto inmediato. En 2012, finalmente decidieron lanzar su álbum inédito de 2004, Precious Silence, en la plataforma Soundcloud. La banda se reunió en 2014 cuando el guitarrista Chris Dragmestianos regresó a su país de origen.

### Cuarto Período: Reunión y Regreso al Estilo Doom-Death (2011-presente)
Entre 2014 y 2015, mientras ya estaban componiendo pistas que finalmente terminarían en su próximo álbum en 2018, Aegean Sorrow, la banda decidió remezclar las pistas del álbum grabado en 2004 pero no lanzado, Precious Silence. El 16 de julio de 2015, la banda anunció el próximo lanzamiento en su página oficial de Facebook: "Nuestro nuevo álbum saldrá en septiembre de 2015 titulado 'Eternal Silence' de Sleaszy Rider Records. Incluye 9 canciones, incluyendo algunas canciones de 'Precious Silence' (álbum no lanzado), con una nueva mezcla/masterización mejorada y partes de violín y voz brutal". Finalmente, el álbum fue lanzado el 6 de noviembre de 2015, bajo el título Eternal Silence. Como se anunció, principalmente consistía en pistas reelaboradas de Precious Silence con varias ediciones, arreglos y mezclas. Las secciones vocales de Minas Ganeau en las canciones originales de Precious Silence fueron eliminadas de la nueva mezcla de las pistas. Revisitaron el sonido del álbum una vez más y tuvieron como objetivo acercarlo lo más posible a su sonido original, de vuelta a principios de los años 90, de vuelta a sus raíces, como continuarían a partir de entonces. El siguiente álbum estaba destinado, como explicó la banda, a establecerlos en esta nueva era musical y llevarlos de regreso a su sonido original. En junio de 2017, la banda anunció la grabación de su próximo álbum con Dan Swanö como productor y dio la bienvenida al nuevo guitarrista Akis Patras: "Estamos felices de anunciar que estamos en proceso de llegar a un nuevo sello discográfico para lanzar nuestro próximo álbum. Nos sentimos optimistas porque nuestro nuevo álbum suena enorme y podemos decir que este es nuestro mejor esfuerzo hasta ahora. Las grabaciones se llevaron a cabo en los estudios Devasoundz por Fotis Benardo y Thanos Tzanetopoulos, y la mezcla/masterización en los estudios Unisound por el legendario Dan Swanö. Los comentarios positivos que recibimos nos impulsan a trabajar muy duro para reproducir nuestra nueva música (...) esperamos que vayamos a igualar el pasado con el futuro..."

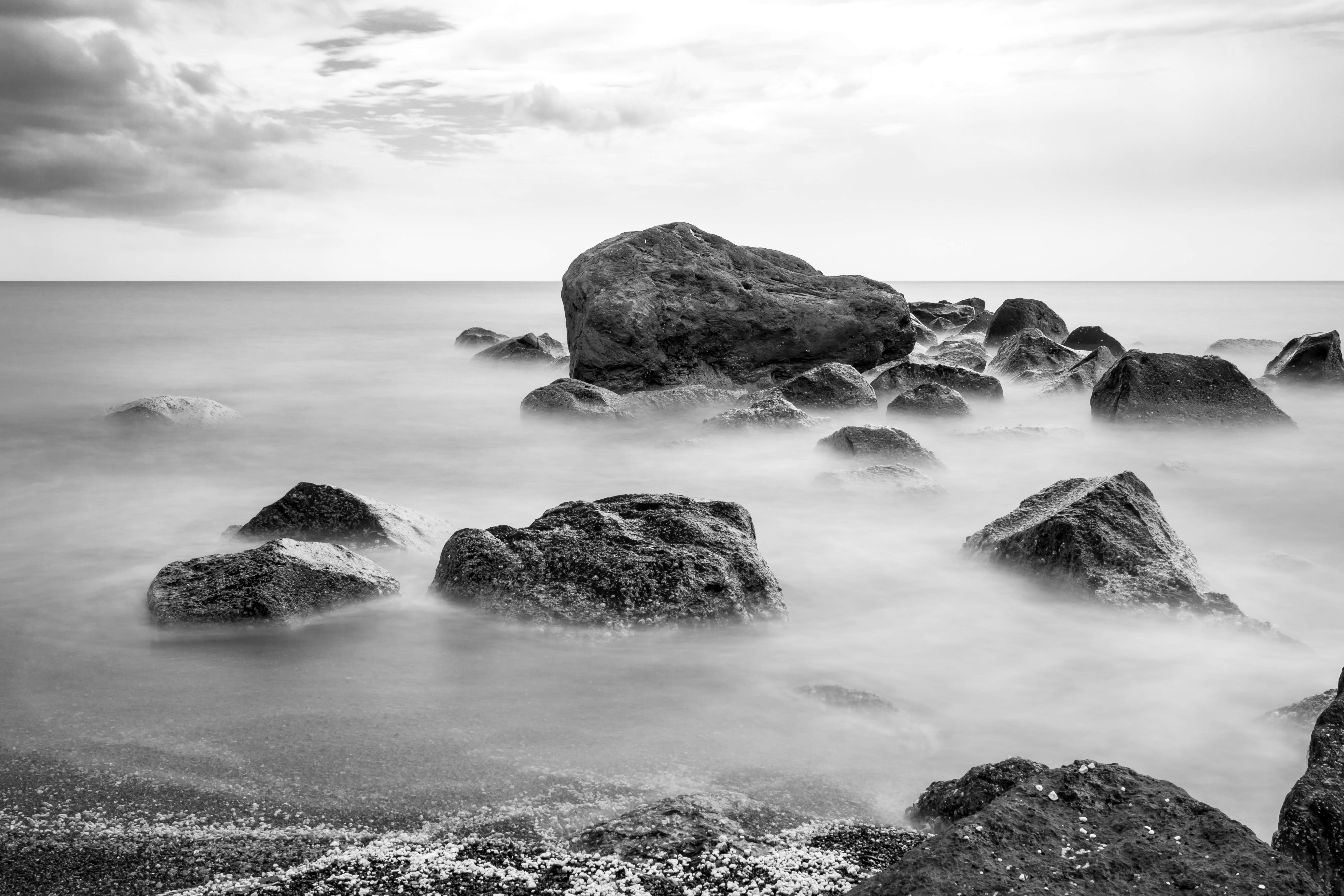
Vista del Mar Egeo en 2017, tema central del álbum relacionado con las tragedias humanitarias de los refugiados que murieron al intentar cruzar ese mar.

En octubre de 2017, el grupo anunció la llegada de un nuevo bajista, Jim Ramses. Stefanos Kintzoglou, quien había tocado el bajo en la banda durante varias décadas, decidió retirarse para centrarse por completo en la voz. El 12 de marzo de 2018, lanzaron su octavo álbum Aegean Sorrow, grabado en los estudios Devasoundz (Rotting Christ, Septic Flesh), mezclado y masterizado por Dan Swanö en Unisound Studio. El álbum presenta un retorno más profundo a las raíces atmosféricas de la banda en el metal Death-Doom. Esta nueva dirección llevó a la revista Rockhard Magazine en ese momento a considerar Aegean Sorrow como uno de sus álbumes más extremos debido a su tono más oscuro y a la reconexión con los orígenes del Death Metal de la banda. De hecho, la banda sentía que habían perdido contacto con sus raíces y necesitaban restablecer esa conexión. En consecuencia, la banda decidió dejar de usar voces femeninas, como lo habían hecho antes. Su objetivo era crear una atmósfera pesada, melancólica, oscura y sombría que no se alineara con el uso de voces femeninas en ese contexto. Aegean Sorrow es un álbum conceptual. Aborda, como tema poético, catástrofes humanitarias, miseria y la tristeza que sintieron, así como sentimientos pesimistas de que más de esto sucederá en un futuro cercano en su región. La imagen del Mar Egeo en la portada está relacionada con el concepto: "El álbum habla sobre el drama de todos los refugiados que en su camino para escapar del infierno murieron en estas aguas... El Egeo es una tumba de agua donde se pierden miles de almas... y tememos que todo esto no termine pronto..." El álbum fue lanzado el 12 de marzo de 2018.

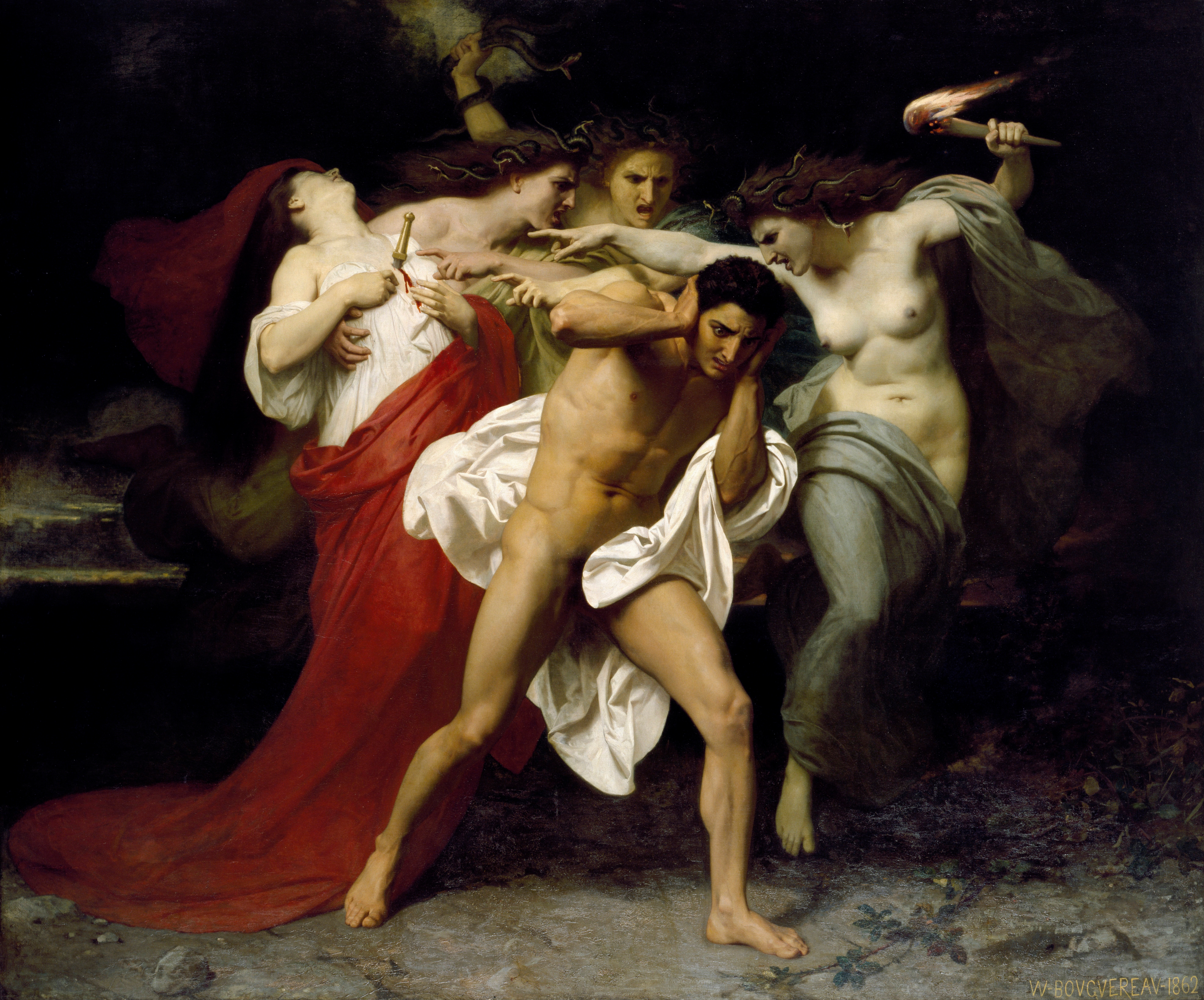
Las inspiraciones de la mitología griega: "La portada de su álbum Threnos (2020) representa a las Erinias persiguiendo a Orestes, similar a la pintura del artista francés William Adolphe Bouguereau"Orestes perseguido por las Furias" (1862); Museo Chrysler de Norfolk, Estados Unidos). En la mitología griega, las Furias (en griego antiguo Ἐρινύες / Erinýes "despiadadas"), a veces también llamadas "diosas subterráneas" (χθόνιαι θεαί / khthóniai theaí), son deidades que persiguen crímenes como el matricidio.

 En febrero de 2018, mientras promocionaban el próximo lanzamiento de Aegean Sorrow, la banda anunció que ya estaban escribiendo canciones para el siguiente álbum (fase de preproducción). Planeaban regresar al Devasoundz Studio en Atenas para grabar en 2019. La dirección musical del próximo álbum estaba destinada a ser "más sombría y pesada". Dan Swano fue una vez más responsable de la mezcla y masterización, ya que estaban satisfechos con su trabajo en Aegean Sorrow. El álbum finalmente se grabó en marzo de 2019, durante una fase de vida desafiante para el compositor Chris Dragmestianos, lo que influyó en el contenido emocional de la música. El 28 de enero de 2019, la banda anunció la salida de su baterista de mucho tiempo, Fotis Hondroudakis, y su reemplazo por Stelios Darakis (baterista de Dexter Ward, Sacred Outcry). En 2019, cambiaron de discográfica y se unieron al sello alemán Lifeforce. El 9 de octubre de 2019, el grupo anunció que su bajista dejaba la banda después de dos años de colaboración. El 21 de febrero de 2020, On Thorns I Lay lanzó su noveno álbum de estudio Threnos, un álbum de Doom-Death Metal atmosférico pesado que sigue los pasos de su predecesor y se sumerge aún más en las atmósferas oscuras exploradas por Aegean Sorrow. La música se describe como una combinación de "melodías emotivas con riffs agresivos y oscuros". Aunque estilísticamente similar, el compositor considera que es ligeramente más agresivo y se basa en una estructura de canción más compleja. Por otro lado, el guitarrista afirma que han mantenido el sonido característico de la banda. El tema del álbum gira en torno a elementos de la mitología griega, sirviendo como telón de fondo. Esta es una parte de su herencia con la que crecieron y que los ha inspirado. Esencialmente, este tema, como explica Dragmestianos, sirve como telón de fondo para explorar preguntas metafísicas. Su colaborador y letrista Stephanos Kintzoglou creó la estructura narrativa de las letras: "como un viaje del alma humana, desde el nacimiento hasta la muerte. Describe los caminos oscuros que recorremos. Nos inspiramos en el arte de nuestros ancestros, hace miles de años, tragedias griegas, dramas, poemas, etc." A pesar de la pandemia que dificultó en cierta medida la promoción del álbum y provocó la cancelación de algunos conciertos, recibieron respuestas muy positivas con este lanzamiento. El álbum recibió excelentes críticas en algunas de las principales revistas de Europa, como la noruega Scream y Metal Storm. El álbum ocupa la tercera posición en la clasificación de álbumes de 2020 de Metal Storm, justo por debajo de nombres como el álbum Obsidian de Paradise Lost.
En septiembre de 2021, la banda anuncia que actualmente están grabando su próximo álbum Varios actualizaciones sobre diferentes etapas de la grabación siguen desde septiembre hasta noviembre Durante la grabación, la banda revela una nueva dirección en su evolución musical, mencionando que el álbum incorporará una orquesta de instrumentos tradicionales del folclore griego. También desvelan la dirección temática que tomará el álbum: "[será] muy emocional para nosotros por muchas razones. Ira, Dolor, Tristeza, Nostalgia por nuestras tierras perdidas... Queríamos capturar todas estas emociones de la mejor manera posible, así que utilizamos más de 15 instrumentos tradicionales, que fueron tocados por algunos de los mejores músicos profesionales de Grecia. El resultado nos enorgullece mucho y realmente creemos que no podríamos haber encontrado una mejor manera de expresarlas. Algunos de los instrumentos que se utilizaron son el Kanoon, Oud, Duduk, Kaval, Cümbüş y muchos más..." El 29 de noviembre de 2021, mientras la grabación aún está en curso, la banda revela que el cantante y cofundador Stefanos Kintzoglou está dejando la banda después de 29 años de colaboración debido a "razones personales" Al mismo tiempo, la banda anuncia el nombre de su sucesor, Petros Miliadis, quien asumirá las funciones vocales para el próximo álbum. En 2022, Stefanos Kintzoglou reformó Phlebotomy con dos exmiembros de On Thorns I Lay, Akis y Fotis, quienes también habían dejado la banda algún tiempo atrás. Phlebotomy fue la encarnación previa de On Thorns I Lay en la década de 1990, bajo la cual habían lanzado su EP debut y su segundo demo. En marzo de 2023, la alineación reformada lanzó el EP y sus demos anteriores, remasterizados en un álbum recopilatorio titulado From Golgotha We Rise. Al lado de On Thorns I Lay, la banda emprendió una gira por los estados bálticos junto a la banda Rotting Christ en diciembre de 2022. En esta ocasión, se anunció que el guitarrista Nikolas Perlepe (Yoth Iria y Dimlight) se unió al grupo para ocupar el puesto de guitarrista principal, que había estado vacante desde la partida de Akis, y que el nuevo vocalista, Petros, también asumiría el rol de bajista, tras la partida de su bajista Giannis Koskinas.
El lanzamiento del álbum que habían grabado en 2021 se anunció para el 13 de octubre de 2023, bajo el título autotitulado On Thorns I Lay, con el video promocional del tema 'Newborn Skies' lanzado el 26 de julio de 2023.

## Discografía
Álbumes de estudio
- Dawn Of Grief - EP bajo su antiguo nombre Phlebotomy(1993)
- Sounds of Beautiful Experience (1995)
- Orama (1997)
- Crystal Tears (1999)
- Future Narcotic (2000)
- Angeldust (2001)
- Egocentric (2003)
- Precious Silence (2004) - Álbum no lanzado  (disponible en Soundcloud por la banda en 2012)
- Eternal Silence (2015)
- Aegean Sorrow (2018)
- Threnos (2020)
- On Thorns I Lay (2023)

## Formación

### Miembros actuales
- Peter "Invoker" Miliadis (voz/bajo)
- Chris Dragamestianos (guitarra)
- Nikolas Perlepe (guitarra)
- Antonis Ventouris (teclados)
- Stelios Darakis (batería)

### Miembros Pasados

#### Vocales Masculinos
- Thodoris Papadopoulos (2021) - Reemplazo temporal para actuación en vivo en 2021
- Stefanos Kintzoglou (cada álbum hasta Thenos, excepto Egocentric) (1992-2021)
- Minas Ganeau (Egocentric y Precious Silence) (2003-2006)

#### Vocales Femeninos
- Ruby Bouzioti (2018) - Cantante en vivo
- Anna (2015) (Eternal Silence)
- Maxi Nil (voz) (Precious Silence y Eternal Silence) (2003-2015)
- Sofia Koutsaki (Egocentric) (2002-2003)
- Marcela Buruiana (Crystal Tears, Future Narcotics y Angel Dust) (1999-2002)
- Claudia J. (Future Narcotics) (2000-2001)
- Georgia Grammatikou (voz en Orama)(1996–97)

#### Guitarra
- Fillipos Koliopanos (2020-2022)
- Akis Pastras (2017-2020) (Aegean Sorrow y Threnos)
- Minas Ganeau (guitarra/voz) (Egocentric y Precious Silence) (2003-2006)
- Thanazis Hatzaiagapis (guitarras líderes) (Orama)

#### Viola
- Elena Doroftei (en Crystal Tears, Future Narcotics y Angel Dust) (1999-2002)

#### Violín
- Alex Papadiamantis (2018-2020) (Threnos)
- Labros Kiklis (2015-2017) (Eternal Silence y Aegean Sorrow)

#### Teclados
- Roula Mamalis(teclados, 1997) (Orama)
- Ionna Doroftei (1999,2001-2002)(Crystal Tears y Angel Dust)
- Mihail Coran (2000-2001) (Future Narcotics)
- Dimitris Leonardos

#### Bajo
- Stefanos Kintzoglou (cada álbum excepto Sounds of Beautiful Experience, Aegean Sorrow, Threnos) (1992-2021)
- Giannis Koskinas (bajo) (2020-2022) (On Thorns I Lay Álbum de 2023)
- Jim Ramses (2017-2019)
- Michael Knoflach

#### Batería
- Fotis Hondroudakis (1995-1997 ; 2002-2019) (Sounds of Beautiful Experience, Orama, Egocentric, Precious Silence, Eternal Silence, Aegean Sorrow)
- Evans M. (2000-2002)(Future Narcotics y Angel Dust)
- Andrew/Andrei Olaru (1999)(Crystal Tears)
- Fernando Drăgănici

### Entrevistas
- Radegout, Nicolas (May 1999). «"On Thorns I Lay - Les larmes de Dracula"» ["On Thorns I Lay - The Tears of Dracula"]. Hard Rock Magazine (en francés) (France: Compagnie de Presse et d'édition spécialisée): 64-65. Archivado desde el original el 26 de mayo de 2022. Consultado el 9 de agosto de 2023.
- Alexopoulos, Georges (May 1999). «"On Thorns I Lay - Precious Teardrops"». Metal Invaders (en griego) (Greece): 50-52. Consultado el 23 de agosto de 2023.
- Chris Dick (2020). «Q&A: Christos Dragamestianos’ On Thorns I Lay Is Reborn Again». decibelmagazine. Consultado el 9 de agosto de 2023.
- Raquel Miranda (2020). «Interview with On Thorns I Lay». metalimperium.com. Consultado el 9 de agosto de 2023..
- Aleks Evdokimov (2018). «Interview with On Thorns I Lay (doom-metal.com)». doom-metal.com. Consultado el 9 de agosto de 2023..
- Giorgos Droggitis, Nikos Zeris (2018). «Erevos under Greek sun». rockhard.space. Consultado el 9 de agosto de 2023.
- Frostkamp (2004). «Interview with Minas (On Thorns I Lay». frostkamp.wordpress.com. Consultado el 9 de agosto de 2023..
- Stefan Glas (2004). «On Thorns I Lay Halbgötter». www.underground-empire.com. Archivado desde el original el 17 de julio de 2011. Consultado el 9 de agosto de 2023..
- Crystal Latsara (2019). «Interview with On Thorns I Lay». metalinvader.net. Consultado el 9 de agosto de 2023..
- Vera, (Lordsofmetal.nl) (2004). «On Thorns I Lay - On Thorns I Lay» (en en,nl). Archivado desde el original el 25 de agosto de 2008. Consultado el 14 de agosto de 2023.
- Crystal Latsara (2021). «Mini Interview with On Thorns I Lay». Metal Invaders (en griego). Consultado el 20 de agosto de 2023.
- Chelf (Metal Digest) (2023). «Embracing Gothic Thunder: An Insight into On Thorns I Lay’s Self-Titled Album and 30-Year Musical Odyssey». Metal Digest (en inglés). Consultado el 22 de agosto de 2023.

- Datos: Q3352166
- Multimedia: On Thorns I Lay / Q3352166